# SN 2002du
SN 2002du – supernowa typu II odkryta 9 kwietnia 2002 roku w galaktyce A135318-1137. W momencie odkrycia miała maksymalną jasność 22,20m.